# Man in the Moon
Man In The Moon és un àlbum de L.A. Guns, en el qual torna el cantant Phil Lewis, el guitarrista Mick Cripps, i un nou baixista Muddy.
És l'únic àlbum de L.A. Guns amb el baixista Muddy.

## Cançons
1. Man In The Moon
2. Beautiful
3. Good Thing
4. Spider's Web
5. Don't Call Me Crazy
6. Hypnotized
7. Fast Talkin' Dream Dealer
8. Out Of Sight
9. Turn It Around
10. Scream

## Formació
- Phil Lewis: Veus
- Tracii Guns: Guitarra
- Mick Cripps: Guitarra
- Muddy: Baix
- Steve Riley: Bateria